# Palumbia
Palumbia là một chi ruồi trong họ Syrphidae.